# Carlos Brito
Carlos Brito Ocampo (Zacatepec, 1987) es un activista y político independiente mexicano. Desde mayo de 2021 es titular de la representación de SEGOB en Morelos. Fue regidor del municipio de Jojutla, en el cual contendió para ser presidente municipal.

## Trayectoria
Es licenciado en Periodismo y Medios de Información por el Tec de Monterrey en la Ciudad de México, es candidato a doctor en Desarrollo Científico y Tecnológico por el Centro de Investigación y de Estudios Avanzados (CINVESTAV).
Participó activamente en el Movimiento #YoSoy132, se convirtió en defensor de la libertad de expresión y los derechos digitales en R3D. En septiembre de 2017 un terremoto afectó considerablemente Jojutla, convirtiéndolo en el municipio más dañado, en la cabecera municipal murió una de cada mil personas. Esto orilló a Brito a regresar a su ciudad a ayudar a las afectadas y al darse cuenta de como la ayuda iba en descenso, formó con más jóvenes la organización #Resurge, poco después tomaron la decisión de postularlo como candidato independiente a la alcaldía de Jojutla.

## Candidatura independiente
Junto con #Resurge recolectaron 1380 firmas para poder ser registrado como candidato, el activismo y su imagen mediática lo colocaron en el centro del debate de las candidaturas independientes. Brito no resultó ganador de la presidencia municipal, pero fue elegido como regidor de Jojutla, gracias al principio de sobrerrepresentación.